# ...Und was kommt danach?
Pour plus de détails, voir Fiche technique et Distribution.
...Und was kommt danach? est un téléfilm allemand réalisé par Michael Haneke, sorti en 1974.

## Synopsis
Le film est une succession de saynètes mettant en scène un couple de trentenaires.

## Fiche technique
- Titre : ...Und was kommt danach?
- Réalisation : Michael Haneke
- Scénario : Michael Haneke et Hilde Spiel d'après la pièce radiophonique After Liverpool de James Saunders[2]
- Photographie : Jochen Hubrich, Günter Lemnitz et Gerd Schäfer
- Montage : Christa Kleinheisterkamp
- Production : Horst Bohse et Hans-Joachim Rübsamen (responsables de production)
- Société de production : Südwestfunk
- Pays :  Allemagne de l'Ouest
- Genre : Drame
- Durée : 89 minutes
- Dates de sortie : 
  -  Allemagne de l'Ouest : 1974

## Distribution
- Hildegard Schmahl : la femme
- Dieter Kirchlechner : l'homme

## Génèse
Michael Haneke n'a conservé que 22 dès 26 saynètes de la pièce radiophonique After Liverpool de James Saunders qu'il a adapté. Le réalisateur a déclaré que le film était une tentative « naïve » de faire du Jean-Luc Godard. Il reprendra cette forme fragmentaire dans 71 Fragments d'une chronologie du hasard et Code inconnu.